# Fred (fodboldspiller, født 1993)
Frederico Rodrigues de Paula Santos (født 5. marts 1993), kendt som Fred, er en brasiliansk professionel fodboldspiller, som spiller for Süper Lig-klubben Fenerbahçe og Brasiliens landshold.

## Klubkarriere

### Internacional
Fred begyndte sin karriere hos Internacional i hjemlandet. Han fik sin professionelle debut for klubben den 26. januar 2012.

### Sjakhtar Donetsk
Fred skiftede i juni 2013 til Sjakhtar Donetsk i Ukraine. Fred spillede 5 år hos Sjakhtar, hvor han var med til at vinde det ukrainske mesterskab 3 gange.

### Manchester United
Fred skiftede til Manchester United i juni 2018. Han debuterede for United den 11. august i en kamp imod Leicester City, og scorede sit debutmål for klubben den 22. september af samme år, imod Wolverhampton.
Fred spillede den 22. januar 2023 sin kamp nummer 182 for Manchester United, og overtog dermed Andersons rekord som den brasilianer med flest kampe for klubben.

### Fenerbahçe
Fred skiftede i august 2023 til tyrkiske Fenerbahçe.

## Landsholdskarriere

### Ungdomskarriere
Fred har spillet 3 kampe for Brasiliens U/20-landshold.

### Seniorlandshold
Fred debuterede for seniorlandsholdet den 12. november 2014 i en venskabskamp mod Tyrkiet. Fred var en del af de brasilianske trupper til VM 2018 og 2022. Han var også del af deres hold til Copa América i 2015 og 2021.

## Titler
Internacional
- Campeonato Gaúcho: 2 (2012, 2013)

Sjakhtar Donetsk
- Ukraines førstedivision: 3 (2013-14, 2016-17, 2017-18)
- Ukrainske Cup: 1 (2017-18)
- Ukrainske Super Cup: 2 (2013, 2015)

Manchester United
- EFL Cup: 1 (2022-23)

Individuelle
- UEFA Europa League Sæsonens hold: 1 (2019-20)